# Safe Inside the Day
Safe Inside the Day es el tercer álbum de estudio de la cantautora americana Baby Dee. Fue lanzado el 21 de enero de 2008 por Drag City, siendo este su álbum debut con la discográfica. Es también el primer álbum de Dee el cual presenta colaboradores. Fue producido por Will Oldham y Matt Sweeney. También presenta a su amigo y futuro productor Andrew WK en el bajo y la batería.

## Lista de canciones
| Safe Inside the Day |                                       |              |          |  |
| N.º                 | Título                                | Escritor(es) | Duración |  |
| 1.                  | «Safe Inside the Day»                 | Baby Dee     | 6:22     |  |
| 2.                  | «The Earlie King»                     | Baby Dee     | 5:27     |  |
| 3.                  | «A Compass of the Light»              | Baby Dee     | 3:34     |  |
| 4.                  | «The Only Bones That Show»            | Baby Dee     | 5:18     |  |
| 5.                  | «Fresh out of Candles»                | Baby Dee     | 6:04     |  |
| 6.                  | «Big Titty Bee Girl (from Dino Town)» | Baby Dee     | 3:02     |  |
| 7.                  | «Bad Kidneys»                         | Baby Dee     | 4:36     |  |
| 8.                  | «You'll Find Your Footing»            | Baby Dee     | 4:54     |  |
| 48:44               |                                       |              |          |  |